# Kimberly Steward
Kimberly Steward (* 1981 oder 1982) ist eine US-amerikanische Filmproduzentin.

## Leben
Kimberly Steward wuchs in St. Louis auf. Nach dem College zog sie nach New York City. Ihr Vater ist der Milliardär David Steward, der Gründer und Vorsitzende von World Wide Technology.
Stewards Karriere im Filmgeschäft begann 2014 mit dem Dokumentarfilm Through a Lens Darkly: Black Photographers and the Emergence of a People, der unter anderem auf der Berlinale aufgeführt wurde. Ihr Durchbruch gelang mit dem oscarnominierten Film Manchester by the Sea, für den sie bei der Oscarverleihung 2017 gemeinsam mit Matt Damon, Chris Moore, Lauren Beck und Kevin J. Walsh in der Kategorie bester Film nominiert wurde. Steward ist nach Oprah Winfrey erst die zweite afroamerikanische Frau, die in dieser Kategorie eine Nominierung erhielt.

## Filmografie
- 2014: Through a Lens Darkly: Black Photographers and the Emergence of a People
- 2015: Independent Lens (Fernsehserie, eine Episode)
- 2016: Manchester by the Sea